# Ronde van Vlaanderen 2009
93. edycja kolarskiego wyścigu Ronde van Vlaanderen odbyła się 5 kwietnia 2009 roku. Wyścig wygrał Belg Stijn Devolder z grupy Quick Step, który powtórzył ubiegłoroczny sukces.
Belg zaatakował na 16 kilometrów przed metą, na słynnym wzniesieniu Grammont. Na mecie zwycięzca wyprzedził o blisko minutę czołową grupę, z której najszybszy był Niemiec Heinrich Haussler przed Belgiem Philippe'em Gilbertem.

## Trasa
Trasa liczyła 259,7 km. Start wyścigu miał miejsce w Brugii, meta znajdowała się w Ninove.

## Wyniki
| M-ce | Imię i nazwisko   | Kraj       | Drużyna                      | Czas         |
| ---- | ----------------- | ---------- | ---------------------------- | ------------ |
| 1.   | Stijn Devolder    | Belgia     | Quick Step                   | 6h 01min 04s |
| 2.   | Heinrich Haussler | Niemcy     | Cervélo TestTeam             | + 0.59       |
| 3.   | Philippe Gilbert  | Belgia     | Silence-Lotto                | + 0.59       |
| 4.   | Martijn Maaskant  | Holandia   | Garmin-Slipstream            | + 0.59       |
| 5.   | Filippo Pozzato   | Włochy     | Team Katusha                 | + 0.59       |
| 6.   | Matti Breschel    | Dania      | Team CSC                     | + 0.59       |
| 7.   | Marcus Burghardt  | Niemcy     | Team Columbia                | + 0.59       |
| 8.   | Björn Leukemans   | Belgia     | Vacansoleil Pro Cycling Team | + 0.59       |
| 9.   | Martin Elmiger    | Szwajcaria | Ag2r-La Mondiale             | + 0.59       |
| 10.  | Bert De Waele     | Belgia     | Landbouwkrediet-Tönissteiner | + 0.59       |